# Tanaecia dinorah
Tanaecia dinorah är en fjärilsart som beskrevs av Hans Fruhstorfer 1899. Tanaecia dinorah ingår i släktet Tanaecia och familjen praktfjärilar. Inga underarter finns listade i Catalogue of Life.